# Jack (film, 2015)
A Jack egy 2015-ben megjelent osztrák thriller, amely Jack Unterweger osztrák sorozatgyilkosról szól.

## Cselekmény
Jack Unterwegert, aki egy piros lámpás negyedben nőtt fel, és akit korábban apró lopás miatt ismert a rendőrség, letartóztatják egy nő meggyilkolása miatt, bűnösnek találják, és életfogytiglani börtönbüntetésre ítélik. Míg az ítéletét tölti, írni kezd, ami több értelmiségi követőt vonz. 15 év után szabad lábra helyezik híres támogatói támogatása miatt. 
Hamarosan szívtipró lesz a rendezvényeken, és a televíziós műsorok vendége. Megírja első, sikeres regényét. 
Ám a prostituáltak ellen elkövetett több megoldatlan gyilkosság után ismét felkelti a rendőrségi nyomozók figyelmét. 1994-ben Unterwegert ismét megvádolják a bűncselekményekkel, és életfogytiglani börtönbüntetésre ítélik. Elítélése éjszakáján öngyilkos lesz.

## Szereplők
- Johannes Krisch mint Jack Unterweger
- Corinna Harfouch mint Susanne Sönnmann
- Birgit Minichmayr mint Marlies Haum
- Sarah Viktoria Frick mint Charlotte
- Paulus Manker mint pszichológus
- Valerie Pachner mint Marlene

## Fordítás
- Ez a szócikk részben vagy egészben  a   Jack (2015 film) című angol Wikipédia-szócikk ezen változatának fordításán alapul.  Az eredeti cikk szerkesztőit annak laptörténete sorolja fel. Ez a jelzés csupán a megfogalmazás eredetét és a szerzői jogokat jelzi, nem szolgál a cikkben szereplő információk forrásmegjelöléseként.